# Ioannis Mitakis
Ioannis Mitakis –en griego, Ιωάννης Μιτάκης– (Marusi, 8 de noviembre de 1989) es un deportista griego que compitió en vela en la clase Finn. Ganó una medalla de oro en el Campeonato Europeo de Finn de 2012.

## Palmarés internacional
| \| Campeonato Europeo \| Campeonato Europeo \| Campeonato Europeo \| Campeonato Europeo \| \| Año \| Lugar \| Medalla \| Clase \| \| ------------------ \| ------------------ \| ------------------ \| ------------------ \| \| 2012 \| Scarlino (Italia) \| Medalla de oro \| Finn \| |                   |                |       |
| Campeonato Europeo |                   |                |       |
| Año | Lugar             | Medalla        | Clase |
| 2012 | Scarlino (Italia) | Medalla de oro | Finn  |